# Корнеевка (Саратовская область)
Корнеевка — село в Краснопартизанском районе Саратовской области, в составе сельского поселения Рукопольское муниципальное образование.
Население — 580 (2010) человек.

## История
Основано в 1789 году выходцами из Калужской губернии. Первоначальное название Родники по расположению села. Впоследствии село получило название Корнеевка по имени одного из первых поселенцев.
Казённое село Корнеевка (Родники), расположенное при овраге Толстовка, по почтовому тракту из Николаевска в Новоузенск в 36 верстах от уездного города, упоминается в Списке населённых мест Российской империи по сведениям за 1859 год. Село относилось к Николаевскому уезду Самарской губернии. В селе насчитывалось 104 двора, проживали 416 мужчин и 434 женщины, имелась православная церковь и почтовая станция.
После крестьянской реформы Корнеевка стала волостным селом Корнеевской волости. Согласно Списку населённых мест Самарской губернии по сведениям за 1889 год в селе насчитывалось 254 двора, проживали 1889 жителей (бывшие казённые крестьяне). Земельный надел составлял 6375 десятин удобной и 1151 десятину неудобной земли, имелись церковь, школа, почтовая и земская станции, 9 ветряная мельница, волостное правление. Согласно переписи 1897 года в селе проживало 1984 жителя, все православные.
Согласно Списку населённых мест Самарской губернии 1910 года Корнеевку населяли бывшие государственные крестьяне, русские, православные, 1209 мужчин и 1261 женщина, в селе имелись церковь, земская и церковно-приходская школы, библиотека-читальня, волостное правление, кредитное товарищество, земская станция, фельдшерский пункт, 9 ветряных мельниц, работал урядник.
C 1935 по 1939 год село являлось районным центром Корнеевского района Саратовской области (современный Краснопартизанский район).

## Известные люди
В Корнеевке родился Исаев, Пётр Семёнович (Петька) (1890—1919) — участник Первой мировой и Гражданской войн, порученец Василия Ивановича Чапаева.

## Физико-географическая характеристика
Село находится в Заволжье, на реке Толстовка, на высоте около 60—70 метров над уровнем моря. Почвы — тёмно-каштановые.
Село расположено примерно в 16 км по прямой восточнее районного центра рабочего посёлка Горный. По автомобильным дорогам расстояние до районного центра составляет 31 км, до областного центра города Саратов — 250 км, до Самары — также около 250 км.
Часовой пояс
Корнеевка, как и вся Саратовская область, находится в часовой зоне МСК+1. Смещение применяемого времени относительно UTC составляет +4:00.

## Население
Динамика численности населения по годам:
| Годы      | 1859 | 1889 | 1897 | 1910 | 2002 |
| --------- | ---- | ---- | ---- | ---- | ---- |
| Население | 850  | 1889 | 1984 | 2470 | 737  |

| 2002 | 2010 |
| ---- | ---- |
| 737  | ↘580 |

Национальный состав
Согласно результатам переписи 2002 года русские составляли 91 % населения села.